# Dieter Stein (Illustrator)

TV total – Raab der Woche – Design von Dieter Stein

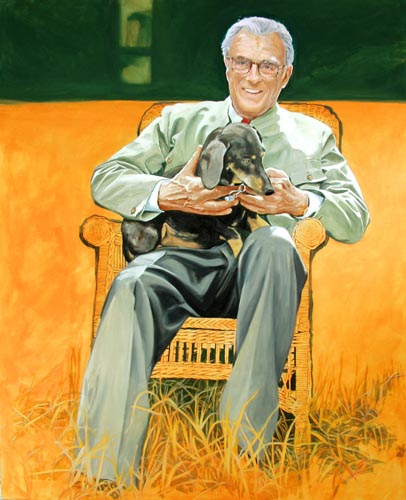
Porträt Franz Herzog von Bayern – Öl auf Leinwand – Dieter Stein

Frederic Dieter Stein (* 1955 in Duisburg) ist ein deutscher Künstler, Illustrator und Comiczeichner.

## Leben
Stein erlernte die Berufe Lithograf und Fotograf, machte sein Abitur am Abendgymnasium Wiesbaden und arbeitet seit 1978 als selbstständiger freier Künstler, Illustrator und Comiczeichner.

## Werk
Von 1980 bis 1981 schrieb und zeichnete Dieter Stein Geschichten für Fix & Foxi und andere Comicpublikationen. In den Jahren 1981 bis 1988 erstellte er unter dem Chefredakteur Herbert Feuerstein als Zeichner des deutschen MAD-Magazin regelmäßige Beiträge. So zeichnete er deutsche TV- und Filmparodien, wie Fadort (Tatort), Blindenstraße (Lindenstraße), Derrick u. v. a. m. Außerdem entwarf und gestaltete Dieter Stein zusammen mit Alex Randolph und Herbert Feuerstein das MAD-Spiel Spion & Spion.
In den Folgejahren arbeitete er für diverse Zeitschriften wie das Bike-Magazin, Bunte, Focus und zeichnete Comics, Karikaturen u. a.
1999 entwarf Stein für die Sendung TV total  mit Stefan Raab  auf ProSieben den „Raab der Woche“, der beim Start der Sendung für das jeweilige Highlight eines Fernsehauftrittes verliehen wurde und bis zur Einstellung der Sendung 2015 als Studiodekoration diente.
Stein lehrte an mehreren aufeinander folgenden Jahren an der Sommerakademie Hohenaschau. Als freischaffender Maler porträtierte er unter anderem den Chef des Hauses Wittelsbach,  Franz Herzog von Bayern.